# Шер Ахмед Хан
Шер Ахмед Хан (урду شیر احمد خان‎; 1902, Палландри, Джамму и Кашмир, Британская Индия — 23 января  1972, Равалпинди, Пенджаб, Пакистан) — политический и государственный деятель Азад-Кашмира, Президент Азад-Кашмира (21 июня 1952—30 мая 1956), полковник, один из партизанских руководителей Движения Азад Кашмир. Был известен как Шер-э-Джанг (Лев войны), награждён премией Фахр-и-Кашмир (Гордость Кашмира).
Родился в 1902 году в семье Великих Моголов. Служил в армии, полковник. Участник Пунчского восстания 1947 года.
Занимал в Азад-Кашмире пост министра кабинета министров, ответственного за оборону, образование и здравоохранение.